# سوار بر بال و دعا (فیلم)
سوار بر بال و دعا (به انگلیسی: On a Wing and a Prayer) فیلمی محصول سال ۲۰۲۳ و به کارگردانی شان مک‌نامارا است. در این فیلم بازیگرانی همچون دنیس کواید، هدر گراهام، جسی متکالف و ویلبر فیتزجرالد ایفای نقش کرده‌اند.